# Saposa
Le saposa est une des langues de Nouvelle-Irlande, parlée par 1 400 locuteurs, dans la province de Bougainville, dans le district de Buka, au large de Bougainville. Elle comprend deux dialectes : le taiof et le fa saposa (saposa).